# Brazalete del Oxus

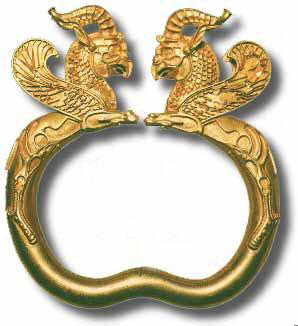
Antiguo brazalete, periodo Aqueménida, 500 a. C.

El brazalete del Oxus, que forma parte del conocido como Tesoro del Oxus, es un brazalete de oro que data del año 500 a. C., en época de la dinastía Aqueménida fundada por Ciro II el Grande, que dominó Persia y gran parte de Mesopotamia desde el año 550 a. C. hasta su caída provocada por la conquista de Alejandro Magno en el año 331 a. C.

## Lugar del descubrimiento
El brazalete fue hallado a orillas del río Oxus, actualmente llamado Amu Daria y antes también conocido como Pamir o Jayhoun, río que atraviesa Afganistán, Tayikistán, Turkmenistán, y Uzbekistán y que desemboca en el Mar Aral.

## Características
- Está hecho con oro y originariamente con incrustaciones de piedras preciosas.
- Forma parte del arte mesopotámico con posibles influencias asirias y urartias (Urartu).
- Está formado por dos grifos, (criatura mitológica, cuya parte superior es la de un águila gigante, con plumas doradas, afilado pico y poderosas garras; la parte inferior es la de un león, con pelaje amarillo, musculosas patas y cola) que coronan los extremos del brazalete.

## Ubicación actual del brazalete

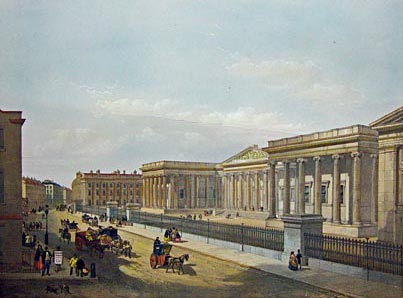
El Museo Británico en 1852.

Pertenece al Museo Británico